# Раковица (Тимиш)
Раковица (рум. Racovița) насеље је у Румунији у округу Тимиш у општини Раковица. Oпштина се налази на надморској висини од 101 m.

## Прошлост
По "Румунској енциклопедији" први спомен места је из 1447. године. То је српски назив који се не мења вековима. Када је 1717. године ослобођен Банат ту је пописано 40 кућа.
Аустријски царски ревизор Ерлер је 1774. године констатовао да место Раковица припада Тамишком округу, Чаковачког дистрикта. Становништво је било претежно влашко. Када је 1797. године пописан православни клир ту су била два свештеника. Пароси, поп Михаил Лазаревић (рукоп. 1763) и поп Траил Николајевић (1794) знали су само румунски језик.

## Становништво
Према подацима из 2002. године у насељу је живело 3295 становника.

### Попис2002.
| Расподела становништва по националности 2002.‍ | Расподела становништва по националности 2002.‍ | Расподела становништва по националности 2002.‍ | Расподела становништва по националности 2002.‍ | Расподела становништва по националности 2002.‍ |
| --------------------------------------------- | --------------------------------------------- | --------------------------------------------- | --------------------------------------------- | --------------------------------------------- |
|                                               |                                               |                                               |                                               |                                               |
| Румуни                                        | Румуни                                        |                                               | 3.150                                         | 95,7%                                         |
| Мађари                                        | Мађари                                        |                                               | 47                                            | 1,4%                                          |
| Роми                                          | Роми                                          |                                               | 25                                            | 0,8%                                          |
| Украјинци                                     | Украјинци                                     |                                               | 63                                            | 1,9%                                          |
| Немци                                         | Немци                                         |                                               | 4                                             | 0,1%                                          |
| Словаци                                       | Словаци                                       |                                               | 3                                             | 0,1%                                          |

### Хронологија
| Година       | 1992 | 1993 | 1994 | 1995 | 1996 | 1997 | 1998 | 1999 | 2000 | 2001 | 2002 | 2003 | 2004 | 2005 | 2006 | 2007 | 2008 | 2009 | 2010 | 2011 | 2012 | 2013 | 2014 | 2015 | 2016 | 2017 |
| ------------ | ---- | ---- | ---- | ---- | ---- | ---- | ---- | ---- | ---- | ---- | ---- | ---- | ---- | ---- | ---- | ---- | ---- | ---- | ---- | ---- | ---- | ---- | ---- | ---- | ---- | ---- |
| Становништво | 3341 | 3338 | 3305 | 3275 | 3233 | 3218 | 3191 | 3187 | 3180 | 3131 | 3132 | 3141 | 3186 | 3168 | 3166 | 3077 | 3059 | 3065 | 3050 | 3038 | 3029 | 2951 | 2907 | 2900 | 2907 | 2926 |